# Dioscorea howardiana
Dioscorea howardiana är en enhjärtbladig växtart som beskrevs av O.Téllez, B.G.Schub. och Geeta. Dioscorea howardiana ingår i släktet Dioscorea och familjen Dioscoreaceae. Inga underarter finns listade i Catalogue of Life.